# For The Gambia Our Homeland
For The Gambia Our Homeland (För vårt fädernesland Gambia) är Gambias nationalsång, skriven av Virginia Julie Howe och komponerad av Jeremy Frederick Howe. Sången antogs som nationalsång vid självständigheten 1965.